# Eulerjeva enačba
Eulerjeva enáčba (tudi Eulerjeva identitéta ali Eulerjev obrazec) [òjlerjeva ~] povezuje pet za matematiko zelo pomembnih števil 0, 1, π, i in e
{\displaystyle e^{i\pi }+1=0\!\,.}
Enačbo je zapisal Leonhard Euler.
Splošna oblika Eulerjeve enačbe je:
{\displaystyle e^{iy}=\cos y+i\sin y\!\,.}
Ta enačba je del enačbe:
{\displaystyle e^{z}=e^{x+iy}=e^{x}e^{iy}\!\,,}
kjer je z kompleksno število (x + iy).
Eulerjeva enačba kaže na matematično lepoto. Tri osnovne dvočlene aritmetične operacije se pojavijo natanko enkrat: seštevanje, množenje in potenciranje.

## Izpeljava
Eulerjeva enačba je posebni primer Eulerjeve formule iz kompleksne analize:
{\displaystyle e^{ix}=\cos x+i\sin x\!\,}
za poljubni realni x. Argumenta za trigonometrični funkciji sinus in kosinus morata biti v radianih. Če je:
{\displaystyle x=\pi \!\,,}
potem velja posebej:
{\displaystyle e^{i\pi }=\cos \pi +i\sin \pi \!\,.}
Ker je:
{\displaystyle \cos \pi =-1\!\,,}
{\displaystyle \sin \pi =0\!\,,}
sledi:
{\displaystyle e^{i\pi }=-1\!\,.}

## Posplošitev
Eulerjeva enačba je poseben primer splošnejše enačbe, da je vsota vseh n-tih korenov enote, pri n > 1, enaka 0:
{\displaystyle \sum _{k=0}^{n-1}e^{2\pi ik/n}=0\!\,.}
Eulerjevo enačbo dobimo z n = 2.